# Most Valakampiai
Most Valakampiai (litewski: Valakampių tiltas) – most na Wilii w Wilnie, na Litwie. Łączy Żyrmuny z Antokolem. Zbudowany został w 1972 roku i pozostaje najdłuższym mostem w Wilnie – ma 341,5 m długości i 21 m szerokości. Most ma sześć przęseł: najdłuższe ma 100 m długości i rozpięte jest nad rzeką. Jedno przęsło jest na lewym brzegu i cztery na prawym. Most ma konstrukcję kablobetonową.